# Aminoacetonitryl
Aminoacetonitryl, AAN, NH
2CH
2CN – organiczny związek chemiczny z grupy nitryli i amin.
Pochodne aminoacetonitrylu mogą zostać skutecznymi środkami do zwalczania pasożytniczych nicieni.

## Występowanie naturalne
W marcu 2008 roku badacze z Max-Planck-Institut für Astronomie wykryli obecność aminoacetonitrylu w chmurze gazowej w gwiazdozbiorze Strzelca.